# مارفين كومبر
مارفين كومبر (بالفرنسية: Marvin Compper)‏ (مواليد 14 يونيو 1985 في توبينغن - ألمانيا الغربية) لاعب كرة قدم ألماني يلعب حاليا لصالح نادي الدرجة الأولى هوفينهايم الألماني منذ 2008 في مركز قلب الدفاع .

## روابط خارجية
- مارفين كومبر على موقع قاعدة بيانات كرة القدم.إي يو (الإنجليزية)
- مارفين كومبر على موقع بيانات كرة القدم. دي إي (الألمانية)
- مارفين كومبر على موقع ناشيونال فوتبول تيمز (الإنجليزية)
- مارفين كومبر على موقع Soccerway.com (الإنجليزية)
- مارفين كومبر على موقع عالم كرة القدم.نت (الإنجليزية)
- مارفين كومبر على موقع كووورة
- مارفين كومبر على موقع AS.com (الإسبانية)